# Неуважение к Конгрессу
Неуважение к Конгрессу — правонарушение в США. Заключается в воспрепятствовании работы Конгресса США или одного из его комитетов. Исторически неуважением к Конгрессу считался подкуп сенатора или члена палаты представителей. В настоящее время неуважение к Конгрессу обычно применяется за отказ подчиниться повестке, выданной комитетом или подкомитетом Конгресса, обычно с целью принудить к даче  показаний, либо к предоставлению документов. Наказание также налагается за ложь Конгрессу под присягой.

## Известные эпизоды

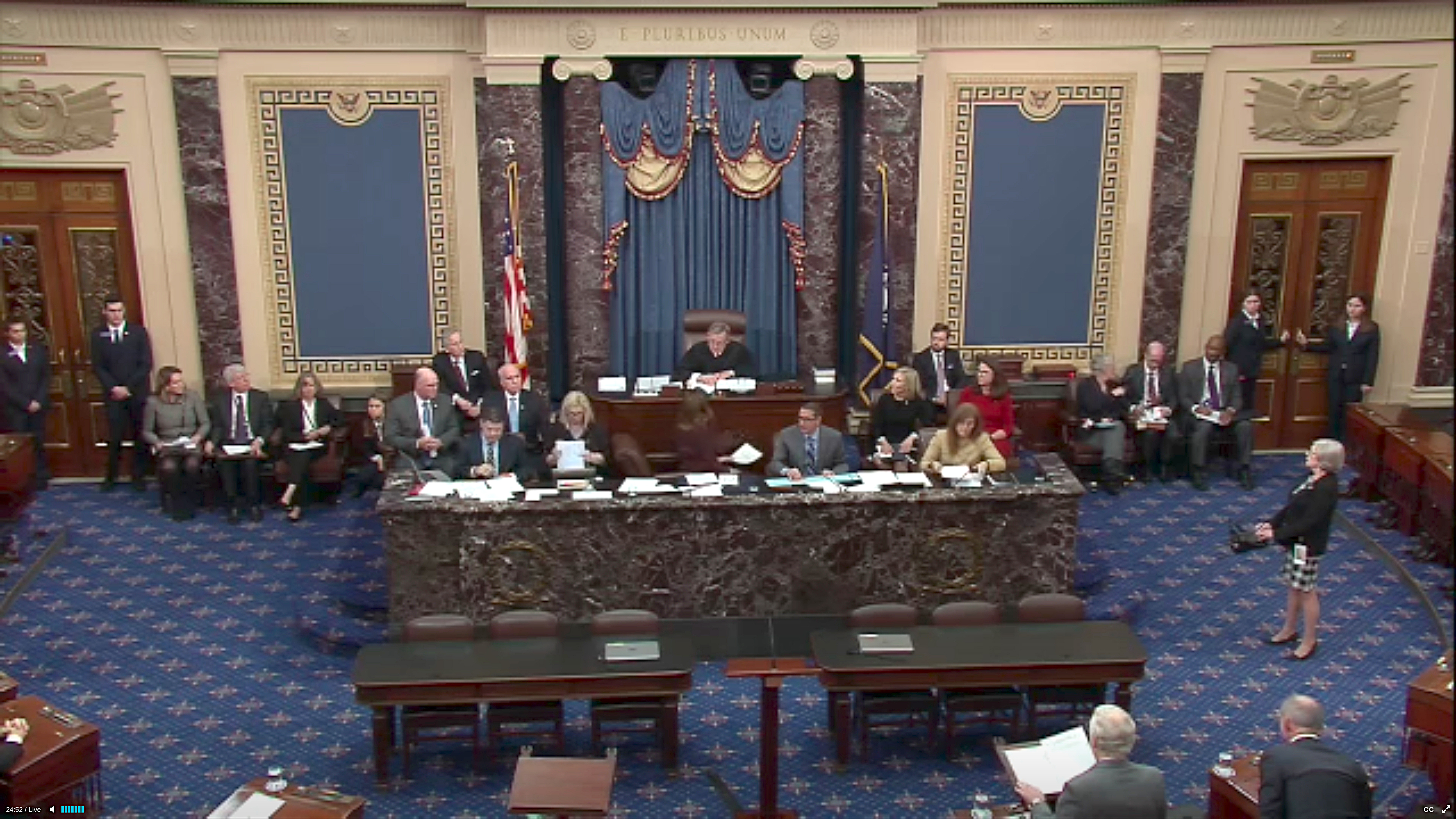
Главный судья Джон Робертс председательствует на процессе по импичменту Дональда Трампа.

В июле 2022 года бывший советник Дональда Трампа по политическим и стратегическим вопросам Стивен Бэннон был приговорен к четырем месяцам тюрьмы за неуважение к Конгрессу. Бэннон был осужден за отказ дать показания либо предоставить документы комитету Конгресса, расследующему беспорядки в Капитолии 6 января 2021 года.